# Стефанович, Джон
Джон Уолтер Стефанович (англ. John Walter Stefanowicz; 20 сентября 1991, Фон-Гров, Пенсильвания, США) — американский борец греко-римского стиля, победитель Панамериканских чемпионатов, участник Олимпийских игр.

## Карьера
Стефанович представляет Корпус морской пехоты США, став первым морским пехотинцем олимпийской сборной США по борьбе с 1992 года. Он имеет звание старшего сержанта. В апреле 2021 года Стефанович одержал победу на американском отборочном турнире на Олимпиаду, что дало ему право участвовать на играх в Токио. В финале он победил Джо Рау, который годом ранее завоевал олимпийскую лицензию. В августе 2021 года на Олимпиаде в схватке на стадии 1/8 финала уступил хорвату Ивану Хуклеку (3:5), и занял итоговое 12 место.

## Достижения
- Панамериканский чемпионат по борьбе 2020 — ;
- Панамериканский чемпионат по борьбе 2021 — ;
- Олимпийские игры 2020 — 12;